# Rijkskaasmerkenfabriek
De Rijkskaasmerkenfabriek (ook wel genoemd Fabriek Het Kaasmerk) is het gebouw van Het Kaasmerk aan de Roomburgerweg 3a in de Nederlandse stad Leiden. Het gebouw is ontworpen door Geert Stapenséa (Menaldum, 1877 - Haarlem, 1948), die zich hier - net als bij zijn andere werk - liet beïnvloeden door de Amsterdamse School en het nieuwe bouwen. Het gebouw werd in 1927 in gebruik genomen en dient nog steeds het oorspronkelijke doel: de vervaardiging van kaasmerken, waaronder het Nederlandse rijkskaasmerk.

## Geschiedenis
Nog voordat definitief werd besloten tot de oprichting van de Vereniging "Het kaasmerk", die tot doel kreeg om voor het Rijk de productie van de rijkskaasmerken te verzorgen, was op 16 september 1919 al overgegaan tot het huren van een deel van de drukkerij Sijthoff in de Doezastraat in Leiden, teneinde daar alvast een tijdelijke productieruimte in te richten. De formele oprichting van de vereniging vond plaats op 6 januari 1920 en de productie werd in februari van dat jaar overgenomen van het nabijgelegen Rijkszuivelstation in de Vreewijk.
Door de snelle groei van productie en personeelsbestand werd besloten tot de bouw van een eigen fabrieksgebouw. Dat kwam met bijbehorende kantoren en een directeurswoning in 1926-1927 tot stand naar een functionalistisch ontwerp van architect G. Stapenséa. Aan de achterzijde bevindt zich een hal met sheddak. De etage rechtsachter diende tot het drogen van de bedrukte stroken caseïne.
Nadat de Stichting Industrieel Erfgoed Leiden (STIEL) de Monumentencommissie van de gemeente Leiden had gewezen op de beschermenswaardigheid van de karakteristieke gebouwen van Het Kaasmerk werd besloten over te gaan tot aanwijzing als gemeentelijk monument. In de toelichting op het Bestemmingsplan Leiden Oost is over het gebouw opgenomen: Een sterk beeldbepalend element in het plangebied is het gebouw van Het Kaasmerk aan de Roomburgerweg 3. De fabriek ligt langs het Rijn-Schiekanaal en is samengesteld uit blokvormige delen. De bouwblokken bestaan veelal uit één bouwlaag en worden extra benadrukt door het platte dak.

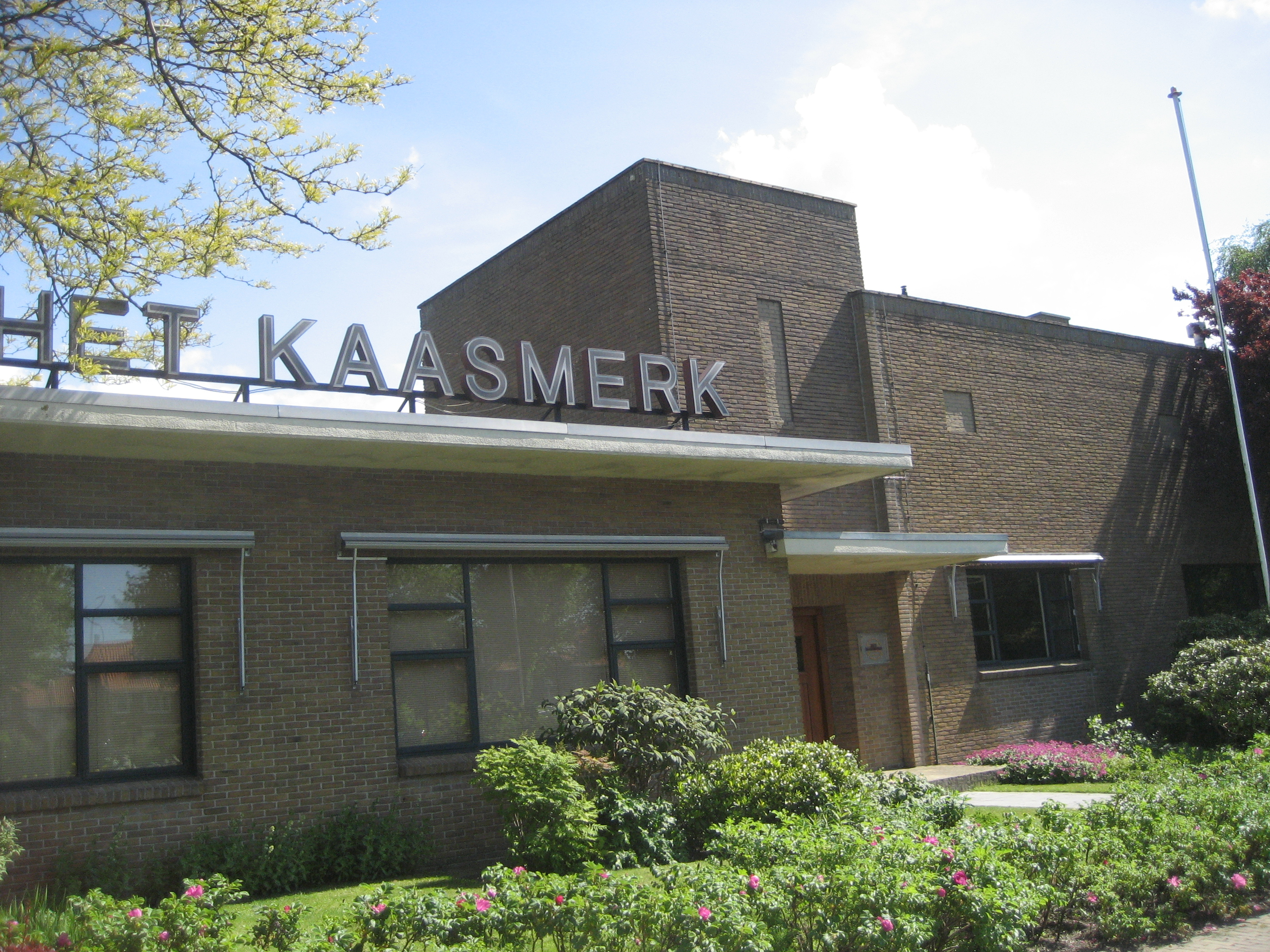
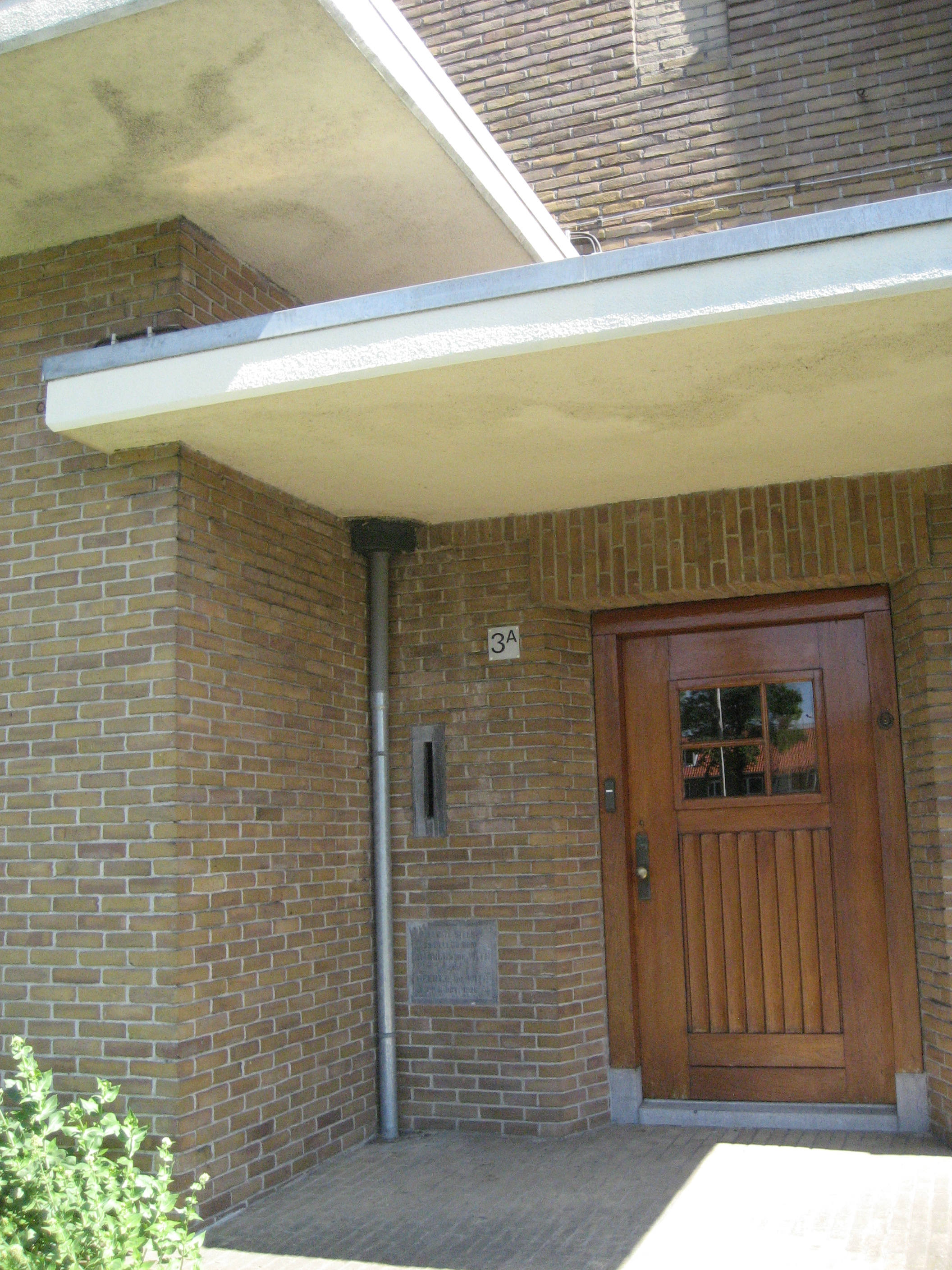
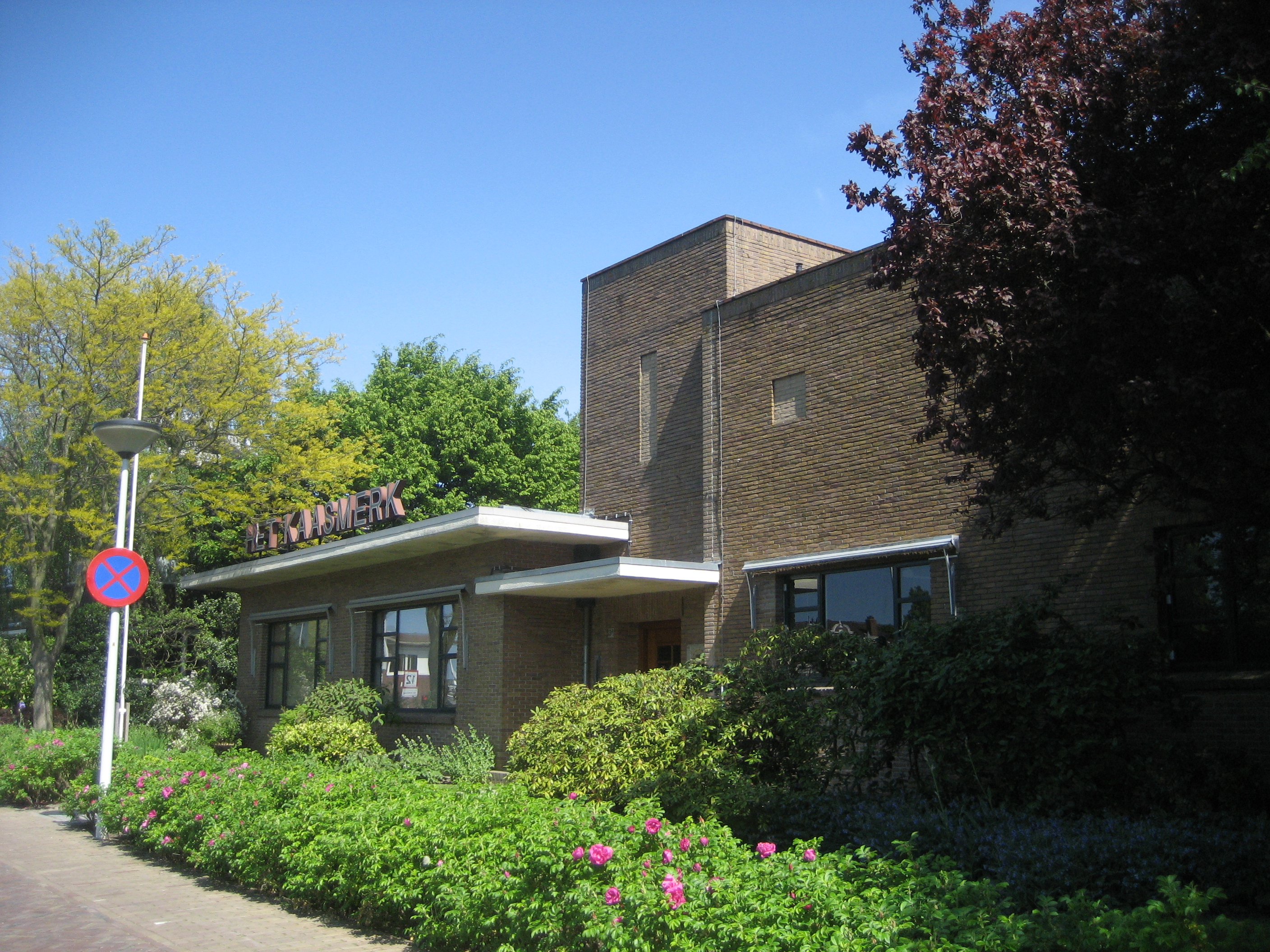
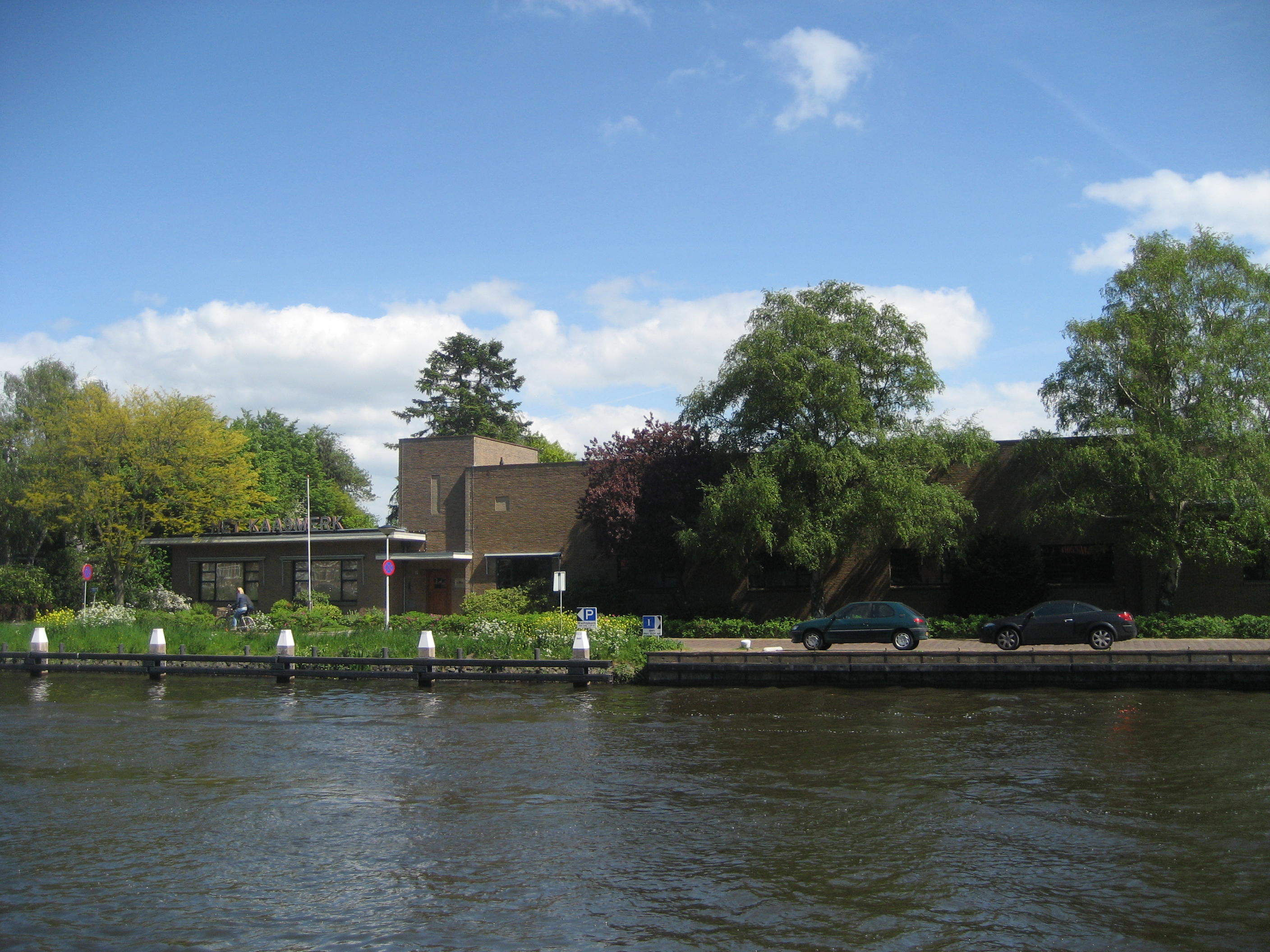